# Fariha
Fariha là một thị xã và là một nagar panchayat của quận Firozabad thuộc bang Uttar Pradesh, Ấn Độ.

## Nhân khẩu
Theo điều tra dân số năm 2001 của Ấn Độ, Fariha có dân số 5809 người. Phái nam chiếm 54% tổng số dân và phái nữ chiếm 46%. Fariha có tỷ lệ 58% biết đọc biết viết, thấp hơn tỷ lệ trung bình toàn quốc là 59,5%: tỷ lệ cho phái nam là 65%, và tỷ lệ cho phái nữ là 50%. Tại Fariha, 19% dân số nhỏ hơn 6 tuổi.